# المصليبة (جازان)
قرية المصليبه، إحدى قرى منطقة منطقة جازان وهي قرية سكنية تابعة لمحافظة محافظة الطوال جنوب غرب السعودية.

## الموقع
تقع قرية المصليبه جنوب غرب المملكة قرب الحدود اليمنية السعودية حيث تبعد عن الحدود حوالي 8 كم من الجهة الجنوبية ويمر شمال القرية وادي ابن عبدالله على بعد 2 كم، كما تبعد حوالي 90 كيلومترا بالاتجاه الجنوبي الشرقي من مدينة جازان، وهي تقع عند خط طول 42 درجة وخط العرض 16 درجة، القرية تتبع مركز الموسم التابع لمحافظة الطوال، وتبعد عنه حوالي 4 كيلو متر ناحية الغرب.

## انظر ايضاً
- زمزم
- الكدمي
- ناصر

## وصلات خارجية
- بيانات المجلس البلدي من الأمانة العامة لشؤون المجالس البلدية.
- حصر الخدمات بالمدن والقرى بمنطقة جازان.
- دليل الخدمات بمنطقة جازان.
- مصلحة الإحصاءات العامة والمعلومات.